# Jean-Pierre Taverniers
Jean-Pierre Taverniers (Tienen, 30 mei 1957) is een Belgische politicus, lid van de politieke partij CD&V. Hij was van 1 mei 2008 tot 2 december 2024 burgemeester van Hoegaarden, een gemeente in Vlaams-Brabant (België).
Taverniers, een landbouwer van beroep, werd in 1984 gemeenteraadslid in Hoegaarden. Sinds 1991 was hij er schepen. Op 1 mei 2008 nam burgemeester Frans Huon ontslag wegens gezondheidsredenen waarna Taverniers waarnemend burgemeester werd. Huon stierf nauwelijks een week later. Op 10 juli 2008 legde Taverniers de eed af als burgemeester. Bij de verkiezingen van 14 oktober 2012 werd hij herverkozen en haalde de CD&V opnieuw de absolute meerderheid. Taverniers bleef uiteindelijk burgemeester van Hoegaarden tot 2 december 2024. Bij de gemeenteraadsverkiezingen van 13 oktober 2024 was hij geen kandidaat voor een verlenging van zijn burgemeesterschap en kwam hij op als lijstduwer. Na afloop van zijn burgemeesterschap werd hij eerste schepen onder zijn opvolger Joris Verbaeten.